# Eulophia dufossei
Eulophia dufossei är en orkidéart som beskrevs av André Guillaumin. Eulophia dufossei ingår i släktet Eulophia och familjen orkidéer. Inga underarter finns listade i Catalogue of Life.